# Sébastien Roch
Sébastien Roch es una novela del escritor francés Octave Mirbeau, publicada en 1890, sin éxito: el tema tabú de los crímenes eclesiásticos y de la violación de adolescentes por sacerdotes era demasiado escandaloso, de modo que, en la prensa francesa, hubo una verdadera conspiración del silencio.

## Argumento
El relato está situado en el colegio San Francisco Javier, de Vannes (Bretaña), donde el novelista pasó cuatro años de “infierno” y de donde fue expulsado, a los quince años, en una situación más que sospechosa.
Niño robusto y sano en cuyo cuerpo retozan con plenitud las fuerzas libres de la naturaleza y en cuya virgen inteligencia no ha entrado, el joven Sébastien Roch llega al colegio a los once años. Cuando se va, cuatro años después, expulsado vergonzosamente, todo está muerto en él. 

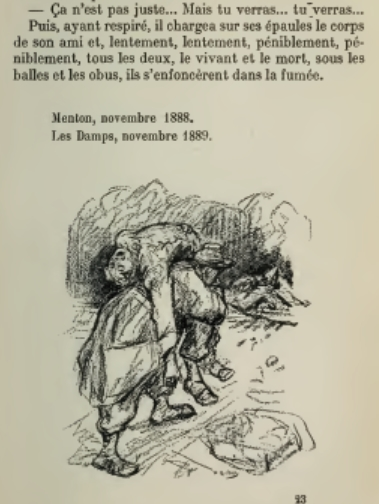
La muerte de Sébastien Roch, por Henri-Gabriel Ibels, 1906

Mirbeau narra con emoción este "asesinato de un alma de niño"  por un jesuita violador, el diabólico Padre de Kern, y analiza las consecuencias mortíferas de la violación sobre el joven, que tenía potencialidades artísticas, definitivamente destruidas. Durante la guerra de 1870, Sébastien dice  "Yo no mato", y muere en condiciones absurdas : el ejército acaba el trabajo de destrucción empezado por la Iglesia católica.

## Comentarios
El anarquista y rebelde Octave Mirbeau denuncia la opresión de la familia y de la Iglesia. Para el, lo que se llama "educación", en realidad, es una violación del alma de los jóvenes. Sébastien Roch no es una novela de formación (Bildungsroman),  sino una novela de la deformación.

## Traducciones

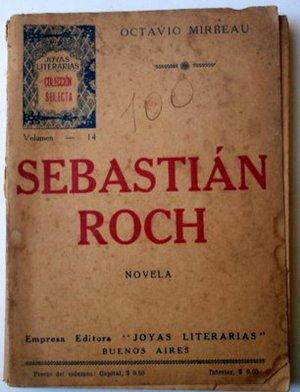
Sebastián Roch, Ediciones Joyas literarias, Buenos Aires, 1900 ?.

- Sebastián Roch, Buenos Aires, Ediciones Joyas literarias,  Colección Selecta, n.° 14, s. d. [1900 ?], 222 páginas.
- Sebastián Roch - La Educación jesuítica. Son recuerdos de niñez, Valencia, Francisco Sempere, 1901, 308 páginas. Muchas reediciones.
- Sebastián Roch : La Educación jesuítica, Santiago (Chile), impr. De La Lei, 1902, 417 páginas.
- Sebastián Roch, Ediciones Dauro, Granada, febrero de 2016. Traducción de Francisco Gil Craviotto.